# 林克韋斯特冰原島峰
80°39′S 20°38′W / 80.650°S 20.633°W
林克韋斯特冰原島峰（英語：Lindqvist Nunatak），是南極洲的冰原島峰，位於科茨地，處於謝弗勒爾崖以南11公里，屬於沙克爾頓山脈的一部分，海拔高度1,470米，在1967年由美國海軍拍攝空中照片，現時由南極條約體系管理。